# Total (película)
Total es una película para televisión de 1983 que abre la tetralogía que incluye Amanece, que no es poco, Así en el cielo como en la tierra y Tiempo después. Fue rodada en 16 mm y tiene 53 minutos de duración.

## Argumento
Año 2598. Hace tres días que el mundo ha llegado a su fin en Londres, un pequeño y perdido pueblo de ambiente castellano. Lorenzo, pastor de ovejas, nos cuenta una serie de sucesos extraordinarios que han ido anunciando el fin del mundo: las vacas quieren ir a la escuela, las paredes se derrumban, o Doña Paquita se aparece en los lugares más insospechados atravesando las paredes, muchos hijos son mayores que sus padres y las gallinas se metamorfosean en culebras...
Rodada en Soria, en los municipios de Oncala, San Pedro Manrique y Yanguas en la comarca de Tierras Altas.

## Reparto
| Intérprete            | Personaje          |
| --------------------- | ------------------ |
| Agustín González      | Lorenzo, el pastor |
| María Luisa Ponte     | Doña Paquita       |
| Manuel Alexandre      | Herminio           |
| Miguel Rellán         | Luciano            |
| Alicia Sánchez        | Doña Rocío         |
| José María Caffarel   | Don Alonso         |
| Eusebio Lázaro        | Don Gabriel        |
| Enriqueta Carballeira | Macarena           |
| Luis Ciges            | Pascual            |
| Chus Lampreave        | Álvarez            |
| María Elena Flores    |                    |
| Mercedes Lezcano      |                    |
| Carles Velat          |                    |
| Fernando Vivanco      |                    |
| Elena Santonja        |                    |
| Carmen Santonja       |                    |
| Tomás Bosqued         |                    |
| Cristina Collado      |                    |